# Luke Bambridge
Luke Bambridge (* 21. Januar 1995 in Nottingham) ist ein britischer Tennisspieler aus England.

## Karriere
Bambridge spielt hauptsächlich auf der ITF Future Tour und der ATP Challenger Tour. Auf der Future Tour gewann er bislang einen Titel im Einzel sowie 14 Titel im Doppel. Seinen ersten Titel auf der Challenger Tour gewann er im Doppel mit seinem Partner David O’Hare bei dem Turnier in Winnipeg. 2011 gewann Bambridge mit Kyle Edmund und Evan Hoyt den Junior Davis Cup gegen Italien im Finale.
2015 kam er in London bei den Wimbledon Championships durch eine Wildcard zu seinem Debüt auf der ATP World Tour im Doppel. An der Seite von Liam Broady verlor er in der Auftaktrunde gegen die an 13 gesetzten Jamie Murray und John Peers in drei Sätzen.

## Erfolge
| Legende (Anzahl der Siege)  |
| Grand Slam                  |
| ATP World Tour Finals       |
| ATP World Tour Masters 1000 |
| ATP World Tour 500          |
| ATP World Tour 250 (3)      |
| ATP Challenger Tour (7)     |

| ATP-Titel nach Belag |
| Hartplatz (2)        |
| Sand (0)             |
| Rasen (1)            |

### Doppel

#### Turniersiege

##### ATP World Tour
| Nr. | Datum            | Turnier    | Belag         | Partner       | Finalgegner                   | Ergebnis  |
| --- | ---------------- | ---------- | ------------- | ------------- | ----------------------------- | --------- |
| 1.  | 29. Juni 2018    | Eastbourne | Rasen         | Jonny O’Mara  | Ken Skupski Neal Skupski      | 7:5, 6:4  |
| 2.  | 21. Oktober 2018 | Stockholm  | Hartplatz (i) | Jonny O’Mara  | Marcus Daniell Wesley Koolhof | 7:5, 7:68 |
| 3.  | 18. Januar 2020  | Auckland   | Hartplatz     | Ben McLachlan | Marcus Daniell Philipp Oswald | 7:63, 6:3 |

##### ATP Challenger Tour
| Nr. | Datum              | Turnier   | Belag         | Partner         | Finalgegner                               | Ergebnis           |
| --- | ------------------ | --------- | ------------- | --------------- | ----------------------------------------- | ------------------ |
| 1.  | 15. Juli 2017      | Winnipeg  | Hartplatz     | David O’Hare    | Yūsuke Takahashi Renta Tokuda             | 6:2, 6:2           |
| 2.  | 15. Oktober 2017   | Fairfield | Hartplatz     | David O’Hare    | Akram El Sallaly Bernardo Oliveira        | 6:4, 6:2           |
| 3.  | 6. Mai 2018        | Savannah  | Sand          | Akira Santillan | Enrique López Pérez Jeevan Nedunchezhiyan | 6:2, 6:2           |
| 4.  | 8. Juni 2018       | Surbiton  | Rasen         | Jonny O’Mara    | Ken Skupski Neal Skupski                  | 7:611, 4:6, [10:7] |
| 5.  | 19. August 2018    | Vancouver | Hartplatz     | Neal Skupski    | Marc Polmans Max Purcell                  | 4:6, 6:3, [10:6]   |
| 6.  | 8. September 2018  | Chicago   | Hartplatz     | Neal Skupski    | Leander Paes Miguel Ángel Reyes Varela    | 6:3, 6:4           |
| 7.  | 30. September 2018 | Orléans   | Hartplatz (i) | Jonny O’Mara    | Yannick Maden Sam Weissborn               | 6:2, 6:4           |

#### Finalteilnahmen
| Nr. | Datum            | Turnier      | Belag     | Partner           | Finalgegner                       | Ergebnis         |
| --- | ---------------- | ------------ | --------- | ----------------- | --------------------------------- | ---------------- |
| 1.  | 5. Januar 2019   | Pune         | Hartplatz | Jonny O’Mara      | Divij Sharan Rohan Bopanna        | 3:6, 4:6         |
| 2.  | 3. März 2019     | São Paulo    | Sand      | Jonny O’Mara      | Federico Delbonis Máximo González | 4:6, 3:6         |
| 3.  | 5. Mai 2019      | Estoril (1)  | Sand      | Jonny O’Mara      | Fabrice Martin Jérémy Chardy      | 5:7, 6:73        |
| 4.  | 11. Januar 2020  | Doha         | Hartplatz | Santiago González | Rohan Bopanna Wesley Koolhof      | 6:3, 2:6, [6:10] |
| 5.  | 23. Februar 2020 | Delray Beach | Hartplatz | Ben McLachlan     | Bob Bryan Mike Bryan              | 6:3, 5:7, [5:10] |
| 6.  | 2. Mai 2021      | Estoril (2)  | Sand      | Dominic Inglot    | Hugo Nys Tim Pütz                 | 5:7, 6:3, [3:10] |